# Whitfieldieae
Whitfieldieae, tribus u porodici primogovki, dio potporodice Acanthoideae. Postoji 9 priznatih rodova.

## Rodovi
1. Subtribus Lankesteriinae I. Darbysh. & E. A. Tripp
  1. Lankesteria Lindl. (7 spp.)
2. Subtribus Whitfieldiinae I. Darbysh. & E. A. Tripp
  1. Whitfieldia Hook. (13 spp.)
  2. Chlamydacanthus Lindau (2 spp.)
  3. Zygoruellia Baill. (1 sp.)
  4. Camarotea Scott Elliot (1 sp.)
  5. Forcipella Baill. (4 spp.)
  6. Vindasia Benoist (1 sp.)
  7. Leandriella Benoist (1 sp.)
  8. Ritonia Benoist (2 spp.)